# Omophron grossum
Omophron grossum är en skalbaggsart som beskrevs av Thomas Casey. Omophron grossum ingår i släktet Omophron och familjen jordlöpare. Inga underarter finns listade i Catalogue of Life.